# Kim Sang-shik
Kim Sang-shik (kor. 김상식) (ur. 17 grudnia 1976 w Haenam) – koreański piłkarz występujący na pozycji obrońcy, reprezentant Korei i zawodnik klubu K-League Seongnam Ilhwa Chunma od 2005 roku.